# Online outsourcing

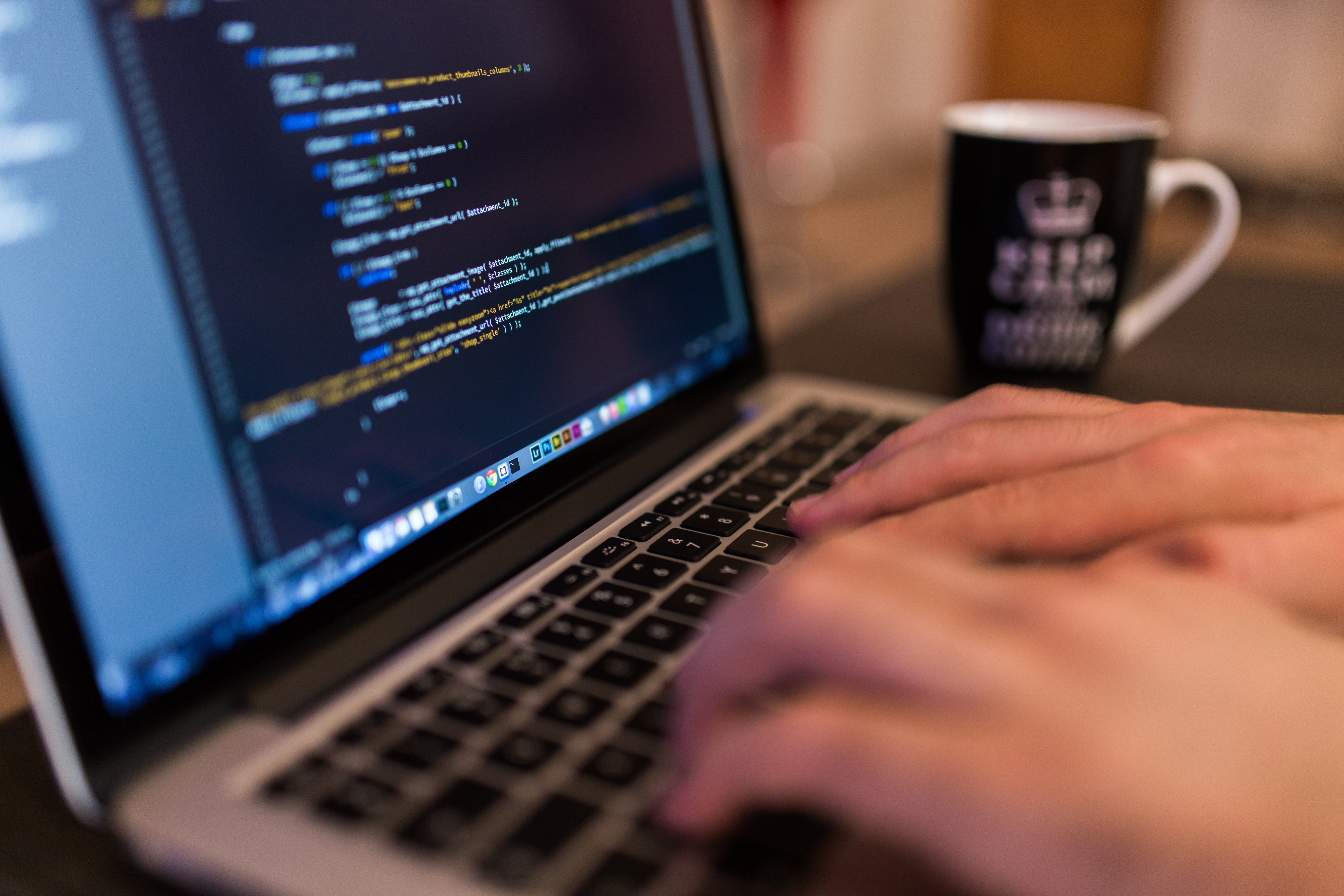
O outsourcing também é uma das varias áreas que compõem a Tecnologia da Informação.

O outsourcing online é uma forma de terceirização na qual uma empresa contrata outra para realizar tarefas e projetos, utilizando a internet como plataforma principal para a gestão e entrega do trabalho. Isso envolve a transferência, total ou parcial, das atividades de um departamento ou de toda a organização.
Obtidos facilmente na internet, outsourcings são principalmente serviços das áreas das Tecnologias da Informação (TI) e de Marketing que são mais frequentemente transferidos para uma empresa subcontratada. Exemplos de tarefas assim realizadas podem ser a programação e web design, produção multimédia, concepção de logótipos ou optimização para os motores de pesquisa, sem esquecer serviços como traduções, pesquisa e trabalho editorial. Neste caso, as plataformas na internet podem servir para simplificar o processo de obtenção e atribuição de projetos (ver outsourcing na internet na prática).
Com a terceirização, uma variante do outsourcing, as tarefas respectivas podem ser localizadas noutro país. Isso pode representar tarefas de negócio, ou mesmo processos de negócio.
Junto ao Nearshoring, a Terceirização (ou Offshoring), dispõe também da sua própria variante. Enquanto o primeiro deslocaliza tarefas para um país em geral muito distante noutro continente, o último é, tal como o nome sugere, uma deslocalização mais perto de casa.
O Homeshoring, enquanto variante do outsourcing, descreve a localização de serviços de terceiros que não são realizados por empresas, mas por particulares que trabalham em casa. Esta forma de trabalhar também é conhecida como Home-Office ou muitas vezes teletrabalho.

## História
O outsourcing remonta ao 18º século, e os princípios da divisão do trabalho e a especialização defendidos por Adam Smith. Os trabalhadores devem concentrar a sua posição de acordo com as suas próprias especializações, para serem eficazes e eficientes e muito mais produtivo, de fato. 
Por outro lado, Karl Marx, precursor do socialismo científico e do materialismo, defendia a tese de que no contexto capitalista, o valor agregado social diminui, com o homem não tendo interesse empreendedor nos negócios, tanto quanto o trabalhador, sendo retratado contemporaneamente de forma mais veemente por autores na Ética contemporânea, em contraposição a pensadores como Emanuel Kant, importante Filósofo do século 20, contemporaneamente quanto as realizações dos trabalhos muito que por obrigação, contradizendo A. Smith também do Iluminismo, do século das luzes, um dos mais inovadores e importantes séculos da história humana, neste marco da revolução industrial, em que trouxe consigo institutos importantes e sociais, como a inversão do ônus da prova, utilizado pelo nosso Direito do Consumidor, aonde o Fornecedor prova os defeitos, não o lado mais fraco, do consumidor, a divisão dos poderes, sendo Executivo, Legislativo e Judiciário, utilizado pelas melhores democracias do mundo, também trouxe problemas sociais como as guerras do século 20, iniciadas por superprodução. Ainda no pós Wladimir Lenin, no socialismo soviético, um outro brilhante teórico educador, Anatoly Lunatcharsk, também morto pelo Stalinismo, como toda a equipe de W. Lenin, quando o Socialismo foi eliminado pelas inteligências rivais em força bruta, criticou a cidadela gerada por conta da falta de coesão da Ciência, numa educação muito tecnicista, reducionista de valores, argumentos, produtista, enfim, a eficiência e a eficácia de Adam Smith é verdade para uma peça fabril e isolada, mas isto não significa que sobreviverá em seu mercado, contexto mercadológico, que não falirá numa análise maior de performance no seu mercado local. Ainda no tocante ao livre mercado, a livre iniciativa, esta desconsidera a desigualdade de aportes, tratando todas as personalidades jurídicas como iguais no tocante a regulamentações jurídicas, algo que acentua a perda da cidadania com os oligopólios, embotando o surgimento de profissionais liberais e empreendedores, desferindo contra um dos grandes e nobres princípios constitucionais do Brasil, que é a isonomia constitucional entre os homens. Por outro lado, nesta evasão profissional, na perda do nível de emprego, o Outsourcing em pequenas e médias empresas vem empregando, sendo que quase 70% já possuem algum tipo de e-commerce.  
E vemos a perda de eficácia nitidamente também com as perdas de linhas de pensamento, correntes de pensadores, como dos grandes inventores, também em países importantes como Reino Unido, aonde sempre um dos integrantes destas correntes, patenteava o invento, provocando muitos mal estares de não se saber quem é o real inventor do Avião, Televisor e etc., altos índices de Procons também no Brasil no tocante a perda deste desempenho, eficácia. 
Numa análise quantitativa, a escala que o Capitalismo contemporâneo conquistou, demonstrou muita eficiência, trouxe muito mais acessos a bens de consumo do que o Socialismo a todos os estratos sociais, no entanto, numa análise qualitativa, países como o Brasil, nunca obtiveram programas espaciais próprios e nem mesmo empresas aeronáuticas e tem uma economia muito mais subsistencialista, contrariando, desconsiderando seus princípios constitucionais próprios, como salário mínimo insuficiente, tanto quanto Ásia, aonde trabalham em jornadas muito exaustivas, não tão vindoura como de seus detentores de patentes, EUA, afim de aumentar seus juros e suas conquistas de melhores patenteadores, vem investindo em países como China mais recentemente, país 40% de outro sistema econômico, o Cooperativismo, num sistema de sociedades muito mais competitivas, que carece também de legislação contra oligopólios. 
No geral a educação mundial também reproduz este modelo de A. Smith, infelizmente, onde há classes sociais que teorizam e outras classes sociais que produzem, algo que separa o criador da criatura, reduzindo a eficácia, produzindo contrastes sociais muito mais visíveis e latentes.  
O outsourcing mediante a Internet e as suas subcategorias seguem os mesmos princípios do outsourcing que Smith destacou. Através do outsourcing, uma empresa pode aliviar-se de tarefas secundárias e concentrar-se nas questões essenciais, melhorando assim a sua eficiência. "Faça o que pode fazer melhor - Subcontrate o resto."
O Outsourcing através da internet tem as suas origens nos Estados Unidos de América (EUA), onde é uma prática estabelecida desde meados dos anos 90. Na Europa, o modelo obteve sucesso desde o desenvolvimento da Internet no início dos anos 2000.
As empresas de grandes dimensões usam o Outsourcing há muitos anos. No entanto, recentemente este modelo também está a ser usado por pequenas e médias empresas.

## Vantagens
O Outsourcing através da internet traz muitas oportunidades, tanto para quem contrata o serviço, como para o prestador do serviço. Devido aos salários internacionais variáveis, custos de até 70 por cento podem ser conseguidos graças ao outsourcing de serviços através da internet por países com altos níveis salariais para países com baixos níveis salariais. Em particular, para as pequenas e médias empresas e os Empresários, o modelo de Outsourcing através da internet traz muitas vantagens financeiras, porque essas pessoas têm de contar com um orçamento apertado. Além disso, isso pode significar uma fonte adicional e muitas vezes mais eficiente de receitas para os prestadores de serviços de países com salários relativamente baixos.
Outra vantagem da Terceirização dos Prestadores de Serviços é a fonte mundial de prestadores de serviços que estão disponíveis. É possível para o Contratante do Serviço identificar os especialistas mais adequados, mas para ajudar neste esforço, existem agentes de serviço que podem fornecer ao Contratante do Serviço, uma grande base de dados de especialistas a nível mundial.
O Outsourcing através da internet permite aos clientes uma grande flexibilidade em termos de tempo e de prestação de trabalho. Como a maioria do Outsourcing através da internet diz respeito a subcontratação de contratos de projetos, existe uma cooperação profissional - ainda que temporária, entre o Contratante do Serviço e o Provedor de Serviço. Assim, nenhuma das partes contratadas é envolvida ao longo prazo, mesmo assim, o contrato continua a ser um acordo privado não aberto a terceiros. Além disso, graças ao Outsourcing através da internet, podem ser atingidos novos mercados e novos grupos de clientes.

## Desvantagens
O Outsourcing através da Internet também traz muitos desafios. Não é possível a realização de reuniões entre os Contratantes e os Prestadores de Serviços, por causa das grandes distâncias entre eles. Isto não é nenhum problema com pessoal permanente baseado no local. Assim, é necessário um esforço muito maior para uma Comunicação eficiente.
A situação para o empregador é variável em função da natureza do Prestador de serviço. Ao utilizar o outsourcing, a empresa perde o controlo da execução do processo de trabalho subcontratado. Quanto mais a parceria de outsourcing for longa, mais difícil será reintegrar o Know-How subcontratado através da contratação interna dentro da empresa. Existe um risco de que, com o decorrer do tempo, os frutos dessa relação (o Know-How) sejam perdidos dentro da sua empresa.
Além disso, devemos ter muito cuidado, porque quando se inicia a Terceirização, existe a possibilidade de recorrer a perícia de Prestadores de Serviço do mundo inteiro com diversas origens culturais e linguísticas. Escusado será dizer que éticas e estilos de trabalho diferentes também podem representar um problema.  Por isso, uma comunicação clara e completa é crucial para chegar a uma conclusão satisfatória para ambos os lados.

## O Outsourcing através da Internet no mundo real
O Outsourcing através da Internet e a Terceirização estão disponíveis desde os anos 90 e continuam a encontrar novos caminhos no mercado de trabalho mundial. No mundo inteiro, existem várias empresas especializadas nesta área. Embora os maiores agentes de serviços on-line estejam localizados nos Estados Unidos, existem inúmeras empresas que trabalham para o mundo inteiro, para a sua região e localmente.
Exemplos de empresas de Outsourcing através da Internet
Actor Global
|  | Nome           | País de origem            | Número de prestadores |  |
|  | Elance         | Estados Unidos de América | 104,305               |  |
|  | Guru           | Estados Unidos de América | 336,574               |  |
|  | Odesk          | Estados Unidos de América | 212,334               |  |
|  | Freelancer.com | Estados Unidos de América | 1,440,048             |  |
|  | V worker       | Estados Unidos de América | 306,290               |  |

Actor Europeu
|  | Nome            | País de orígem | Número de prestadores |  |
|  | freelancermap   | Alemanha       | 8,055                 |  |
|  | mondayworks     | Alemanha       | 2,900                 |  |
|  | People per hour | Reino Unido    | 74,906                |  |
|  | twago           | Alemanha       | 30,023                |  |

Actor Local
|  | Nome        | País de orígem | Número de prestadores |  |
|  | Codeur      | França         | 19,817                |  |
|  | Infolancer  | Espanha        | 45,943                |  |
|  | 12Designer  | Alemanha       | 5,017                 |  |
|  | Netjobbing  | Alemanha       | 1,000                 |  |
|  | Projektwerk | Alemanha       | 26,000                |  |

Os agentes de serviços através da internet fornecem plataformas virtuais na Internet sobre as quais os clientes podem anunciar projectos. Nas plataformas, os potenciais Prestadores de Serviços podem registar-se e apresentar propostas para projectos individuais.
Para uma maior transparência, as qualificações, amostras do trabalho e comentários são exigidos de cada Prestador de Serviços, os quais podem ser consultados na plataforma pelos utilizadores registados. O agente de serviços através da Internet fornece valiosas orientações e assistência através da plataforma, e também fornece a infra-estrutura dentro da qual a sua equipa pode ser colocada. Depois de muita consideração, o Contratante do Serviço pode decidir com quem deseja trabalhar.

## Tendências
O mercado global para o Outsourcing e a Terceirização tem registado uma tendência crescente na utilização destes modelos. Especialistas de McKinsey calcularam que o negócio da Terceirização vai crescer da taxa anual actual de 80 milhões de Dólares americanos para um nível de mais de 500 milhões de Dólares americanos em 2020, representando um aumento de seis vezes em 12 anos.

Source:McKinsey 2008. 
Os especialistas previram um grande crescimento no futuro particularmente na Terceirização através da Internet. A Universidade de Duke julgou que em 2008, mais de 50 por cento das empresas dos EUA estavam envolvidas com a Terceirização. Isto representa uma duplicação do número de 2005. Assim, o prognóstico é que a importância e as receitas de pequenas e médias empresas vão crescer de forma segura.  De acordo com um estudo da SpiceNetworks, oito por cento das pequenas e médias empresas a nível mundial vai aumentar o seu envolvimento com Prestadores de Serviços de Tecnologia de Informação externos.
Desde os anos 80, a Índia emergiu como um dos principais fornecedores de Serviços de Terceirização através da Internet. Mas na Índia, os salários e os custos de alojamento estão a aumentar de forma rápida. Por essa razão, os especialistas prevêem uma diversificação dos países ligados a Terceirização através da Internet no futuro. Basicamente, qualquer país possuindo a infra-estrutura necessária e o pessoal qualificado pode esperar um crescimento da Terceirização através da Internet para este país.

## Literatura
- Specht & Lutz (2007). Outsourcing und Offshoring als strategische Handlungsalternativen. Wiesbaden.
- Kennedy & Sharma (2009). The service shift. New Jersey.
- Dittrich & Braun (2004). Business Process Outsourcing. Stuttgart.
- Bruch (1998). Outsourcing. Wiesbaden.
- Specht (2007). Insourcing, Outsourcing, Offshoring. Wiesbaden.
- Hermes (2005). Outsourcing: Chancen und Risiken, Erfolgsfaktoren, rechtssichere Umsetzung. München.
- Wißkirchen (1999). Outsourcing-Projekte erfolgreich realisieren. Stuttgart.
- Kennedy & Sharma (2009). The service shift – Seizing the Ultimate Offshore Opportunity. New Jersey.